# Pom Klementieff
Pom Klementieff (Quebec, 3 de maio de 1986), é uma atriz e modelo francesa, conhecida por seu papel como Mantis no Universo Cinematográfico Marvel. Nasceu na Cidade de Quebec e estudou na escola de teatro Cours Florent em Paris.

## Biografia
Pom Klementieff nasceu na cidade de Quebec, no Canadá, filha de mãe coreana e pai franco-russo, que trabalhava como cônsul do governo francês. Ela tinha um irmão que cometeu suicídio. Seus pais escolheram o nome "Pom" porque é semelhante na pronúncia das palavras coreanas "primavera" (봄) e "tigre" (범). Klementieff viveu no Canadá por um ano antes de sua família viajar bastante devido ao trabalho de seu pai. Eles viveram no Japão e na Costa do Marfim, antes de se instalarem na França. Klementieff mais tarde disse que viajar cedo deu-lhe uma "alma cigana".
O seu pai morreu de câncer quando ela tinha 5 anos, e sua mãe era esquizofrênica e incapaz de cuidar de crianças, então, foi criada por seu tio paterno e sua tia. Seu tio, a quem ela descreveu "como meu segundo pai", morreu em seu aniversário de 18 anos. Klementieff frequentou brevemente a faculdade de Direito após a morte de seu tio para agradar sua tia, mas não se interessou pela carreira. Ela também trabalhou como garçonete e vendedora na França. Começou a atuar aos 19 anos na escola de teatro Cours Florent em Paris. Poucos meses depois, ganhou uma competição de teatro que a premiou com aulas gratuitas por dois anos com os melhores professores da escola.

## Vida Pessoal
Klementieff é multilíngue e revela que aprendeu inglês assistindo a seriados americanos.
Ela teve um breve relacionamento com o comediante e diretor Nicolas Bedos que durou vários meses.

## Filmografia

### Filmes
| Ano  | Título                                        | Papel         | Notas |
| ---- | --------------------------------------------- | ------------- | ----- |
| 2007 | Après lui                                     | Emile         |       |
| 2008 | The Easy Way                                  | NHI           |       |
| 2009 | Loup                                          | Nastazya      |       |
| 2009 | Pigalle, la nuit                              | Sandra        |       |
| 2011 | Borderline                                    | Naomi         |       |
| 2011 | Sleepless Night                               | Lucy          |       |
| 2011 | Delicadeza                                    | Garçonete     |       |
| 2011 | Lamour dure trois ans                         | Julia         |       |
| 2011 | Silhouettes                                   | Valerie       |       |
| 2012 | Radiostars                                    | La Pizza-girl |       |
| 2012 | Porn in the Hood                              | Tia           |       |
| 2012 | À l'ombre du palmier                          | Le modèle     |       |
| 2013 | Paris à tout prix                             | Jess          |       |
| 2013 | Oldboy                                        | Haeng-Bok     |       |
| 2015 | Hacker's Game                                 | Loise         |       |
| 2017 | Guardians of the Galaxy Vol. 2                | Mantis        |       |
| 2017 | Ingrid Goes West                              | Harley Chung  |       |
| 2018 | Avengers: Infinity War                        | Mantis        |       |
| 2019 | Avengers: Endgame                             | Mantis        |       |
| 2019 | Uncut Gems                                    | Lexus         |       |
| 2023 | Guardians of the Galaxy Vol. 3                | Mantis        |       |
| 2023 | Mission: Impossible - Dead Reckoning Part One | Paris         |       |

### Televisão
| Ano  | Título                                  | Papel   | Notas                       |
| ---- | --------------------------------------- | ------- | --------------------------- |
| 2009 | Pigalle, la nuit                        | Sandra  | 8 episodios                 |
| 2019 | Black Mirror                            | Roxette | Episódio: "Striking Vipers" |
| 2022 | Westworld                               | Martel  | 3 episódios                 |
| 2022 | Guardiões da Galáxia: Especial de Natal | Mantis  | Especial de TV              |